# Chains (Kelebek)
Chains è il secondo singolo della cantante australiana Kelebek, il primo in seguito alla sua permanenza come membro del gruppo Third D3gree nel talent show The X Factor, e pubblicato nel 2012 in seguito al suo abbandono

## Videoclip
Il giorno della sua uscita, sul canale di Kelebek è stato caricato il video ufficiale del brano. Esso inizia con la scritta Chains, tradotta anche in giapponese e presenta la cantante vestita in diversi modi ma sempre di nero in una stanza ricca di fumo nell'aria. Altre scene raffigurano invece la donna incatenata ad una poltrona.

## Tracce
- Download digitale

1. Chains – 4:32 (Vanessa Skrypczak, Sarah Marks)